# Алпете
Алпѐте (на италиански: Alpette; на пиемонтски: j'Alpëtte, Ялпъте, на окситански: La Alpete, Ла Алпете) е село и община в Метрополен град Торино, регион Пиемонт, Северна Италия. Разположено е на 957 m надм. височина. Към 1 януари 2023 г. населението на общината е 252 души, от които 10 са чужди граждани.
Известно е с медните си изделия. В селото има музей на медта и школа за изработка на медни изделия.
Предлага възможности за екскурзии сред природата и за каране на ски.
На територията му се намира втората най-голяма астрономическа обсерватория на регион Пиемонт.

## География, административно деление и население
Алпете се намира в централно-северната част на Метрополен град Торино, в началото на Вале Орко, нар. също „Долина на Локана“ (Valle (dell')Orco или Valle di Locana), в малка котловина по северните склонове на планината Чима Марес (Cima Mares) – част от Грайските Алпи. Алпете се простира към равнината на Канавезе върху крайното разклонение на планинската верига, която разделя Вал Орко и Вал Галенка (Val Gallenca). Селото е разположено сред кестени и брези, и гледа към масива Гран Парадизио.
Предлага възможност за множество екскурзии сред природата, като напр. до подселището Неро, където могат да се карат ски, до подселище Трионе (Borgata Trione) на 1192 м надм. височина с типичните ѝ хижи, покрити с каменни плочи и с гледка към хълмовете Тре Леване (Tre Levanne), масива „Гран Парадизо“, планината Коломбо (Monte Colombo), връх Арбела (Punta d'Arbella) и село Фрасинето, до Трионе ди Сото (Trione di Sotto) на 1185 м надм. височина, заобиколено от високопланински пасища, до планините Чима Марес-Монте Сольо (Cima Mares-Monte Soglio) на 1971 м надм. височина и мн. др. По пътеката до планината Чима Марес се намира възстановената Мадона на оброчния стълб (Madonna del Pilone), в чието подножие има малък параклис от Първата световна война, построен от незнаен воин, дал обет към Богородица; там, сред рододендрони и боровинки – видове, защитени от Националния парк „Гран Парадизо“, се открива и гледка към Масива „Гран Парадизо“.
Алпете има следните подселища (на итал. frazioni): Ауросо, Черити (Сан Джакомо), Крочеферо, Джета, Неро, Пиан дей Ронки, Поцо, Сан Роко и Трионе.
Граничи със следните 4 общини: Понт Канавезе, Спароне, Канискио и  Куорньè.

Отстои на 38 км от Торино и на 125 км от Милано.
Част е от планинската общност на Долините на Орко и Соана (Valli Orco e Soana).
Сред 10-те чужди граждани с постоянно местожителство в Алпете към 1 януари 2021 г. преобладават тези на Полша – 5 души. Български граждани липсват.

## Топоним
Името на селото произлиза от мн. ч. на умалителната alp – „високопланинско пасище с овчарски къщи и подслони за стада“. Думата продължава да се използва на местно ниво и се проследява обратно до протокелтски, по-точно – до корена al, „храня“, от където идва и името на Алпите.

## История
Овчарско селище, Алпете е обитавано още в келтската и предримската епоха, след което става римско селище.
Дълго време е подселище на Понт Канавезе и е феод на графовете Валперга. Споменава се в документи едва от 1466 г.
В средата на 16 век Алпете иска да стане независимо от Понт Канавезе или да се съюзи с Куорне, но Понт е против. През 1622 г. Общинският съвет на Понт плаща на Савойското херцогство 200 дуката против отделянето.
На 26 юли 1609 г. енорията на Алпете става независима от тази на Понт, а на 15 октомври 1777 г. Алпете се откъсва от Понт Канавезе, придобивайки административна автономия след векове спорове, но трябва да върне на Понт 200-те дуката.
Десетилетия наред Алпете е изолирано поради липса на удобни пътища. През 1889 г. е изграден път за каруци наред с вече съществуващите волски пътеки. През 1964 г. пътят е модернизиран и разширен.
През 19 век Алпете е считано за курортно селище. Кралиците на Италия Елена Петрович Негош и Маргарита Савойска отсядат там на място, видимо и до днес, което носи името „Пиан дела Реджина“, букв. „Равнина на кралицата“ (Pian della Regina); Емилио Салгари пише сред тишината и природата, и къщата му може да се посети и днес; поетесата Ада Негри пише за Алпете: „За селските къщи / разпръснати на групи по планинския склон / разказва белият контур / всичко като минало от изящен мир“.
В древни времена Алпете е наричано „земя на медните майстори". По онова време има 5 медни мини и медта е носена в ковачниците в района и е подлагана на първоначална обработка. След това на каруца, изтеглена от мулета, тя отива в работилниците, където майсторите я моделират на ръка, създавайки ценни изделия: съдове за качамак, кофи или котли за мляко, контейнери за сметана, тигани, фунии. Известни са кафеварките Балачо (Balaccio) и произведенията на сем. Сандрето (Sandretto), чиято работилница се е намирала в местността Джета. Около 1900 г. майсторите емигрират в Торино като конструктори на каросерии за Фиат, Пининфарина, Бертоне и др.

## Икономика
Промишлеността се състои от малки предприятия в металургичния, дървообработващия и строителния сектор. Алпете е известно с изработката на медни предмети; с цел съхраняване на това наследство в местния занаятчийски център е създадена общинска школа, в която се помещава и постоянна изложба от медни предмети, дело на ученици. Третичният сектор присъства скромно: не се предоставят по-квалифицирани услуги като банковите, но дистрибуторската мрежа е достатъчна за задоволяване на основните нужди на населението.

## Забележителности

### Религиозна архитектура

#### Енорийска църква „Св. св. Петър и Павел“
Енорийската църква (Chiesa parrocchiale dei Santi Pietro e Paolo) е построена през 1864 г. върху основите на църква от XI век с три нефа. В нея се съхраняват няколко добре направени стенописи от 1514 и 1537 г., приписвани съответно на Гауденцио Ферари и на Фермо Стела от Караваджо, кръщелен купел от 1763 г., дървен хор, великолепни стенописи от XIX век върху свода на главния неф и малък олтар от лакирана и позлатена дървесина, посветен на Богородица и Младенеца.

#### Параклис „Св. Рох“
Параклисът (Cappella di San Rocco) е от XVI век, с еднокорабна конструкция в романски стил, дървен хор и висок олтар. Фасадата е реставрирана и са възстановени оригиналните стенописи, характерни за стила на планинските църкви, 3 на брой, съответно 2 в долната част (отляво и отдясно на входната врата), изобразяващи двама светци, и другият по-голям – в горната част, който също изобразява двама светии (единият от които вероятно е свети Рох), стоящи до Иисус Христос, над когото има корона. Всяка година в параклиса се строят яслите за Рождество Христово, които заемат 1/3 от сградата.

### Градска архитектура

#### Астрономическа обсерватория „Дон Джовани Капаче“
На територията на общината се намира астрономическа обсерватория (Polo Astronomico Don Giovanni Capace), втора в Пиемонт след тази в Пино Торинезе. В нея има рефлекторен телескоп на Ричи-Кретиен с диаметър от 60 см и два рефракторни телескопа – ахроматичен и апохроматичен. През годината обсерваторията провежда интензивна изследователска и наблюдателна дейност. Днес е част от Торинския университет и се предоставя на разположение на учени и на училищни групи. В обсерваторията функционира и радио-спасителен център. През 2010 г. близо до нея е открит планетариум, който позволява наблюдение на небесната сфера и нейните явления, проектирани върху купола, дори през деня и при всякакви климатични и атмосферни условия.

## Събития
- От 2004 до 2013 г. през юни – юли се провежда рок фестивалът на Алпете (Alpette Rock Free Festival, накратко ARFF), на който се стичат хиляди младежи от Пиемонт и отвъд него. От 2015 г. фестивалът става Apolide Rock Free Festival (ARFF) и се провежда в село Виалфрè. Рок фестивалът благоприятства раждането и развитието в Горно Канавезе на други музикални събития като Coppa Rock Sparone (Спароне), Generator Party (Куорние), Frassibeer (Фрасинето), Ingria Woodstock (Ингрия) и Borgiallo Blues Festival (Борджало).
- Карнавал на Алпете (Carnevale alpettese) – февруари
- Изложба на местни занаяти на Планинската общност (Mostra dell’artigianato locale della Comunità montana) – средата на април
- Патронен празник на Св. св. Петър и Павел (Festa patronale) – 28 юни
- Изложба на стари коли и мотори (Auto e Moto d’epoca) – средата на юли
- Звездно парти (Star Party) – юни или юли в сътрудничество с обсерваторията
- Празник на медното занаятчийство (Festa dei Magnin) – юли
- Театрален фестивал сред природата „Гран Парадизо на живо“ (Festival teatrale „Gran Paradiso dal vivo“) – юни-юли заедно с други селища от Националния парк „Гран Парадизо“
- Празник на свещите (Candelata) – септември, в историческия център и в местност Музрай (Musrai) единствените светлини са тези от стотици цветни свещи, чертаещи рисунки и пътеки за прекосяване
- Празник на кестените (Castagnata) – ноември.

## Образование
- Едно държавно начално училище (от 1-ви до 5-и клас вкл.). През 2014 г. в училището има една учителка и една ученичка.[16]
- Няма държавни средни училища от първа степен (от 6-и до 8-и клас вкл.) или от втора степен (от 9-и до 11-и или 12 клас вкл.); най-близките от тях се намират в градчето Понт Канавезе или в град Куорние.[17]
- Mедна школа (Scuola di rame) – извършва образователни дейности както за туристически цели, особено през лятото, така и през зимата за институти и частни лица. От 1983 г. по инициатива на Общината се провеждат ежегодни курсове за ръчна обработка, следвайки древната традиция.[13]

## Култура

### Музеи и библиотеки
- Градска библиотека (Biblioteca Civica) – с безплатен и свободен достъп, 2000 тома, 150 CD-та, множество вестници и списания
- Екомузей на медта, труда и Съпротивата (Ecomuseo del Rame, Lavoro e Resistenza) – Via Sereine, 1. Има ок. 800 експоната в 4 раздела: медни предмети от края на 19 век, използвани за домашна употреба или за преработка на мляко; съоръжения за обработка на мед; предмети за селска работа; училищно ателие за мед с оригинално оборудване за обработка и с практически демонстрации. Отворен през летните уикенди. Част е от Мрежата на екомузеите на Метрополен град Торино, със сертификат Herity International.[13]

### Театри и кина
- Общински театър (Teatro comunale)
- Кино – в град Куорне и в градчето Валперга

### Религиозни центрове
- Енорийска църква „Св. св. Петър и Павел“ (Chiesa parrocchiale dei Santi Pietro e Paolo)
- Параклис „Св. Рох“ (Cappella di S. Rocco)
- Църква на Непорочното зачатие (Chiesa dell'Immacolata) – район Серай
- Църква „Св. Яков“ (Chiesa di S. Giacomo) – подселище Черити

## Спорт
- Поле за петанк (Campo bocce) – Via Pian dei Ronchi
- Футболно поле за 7 души (Campo di calcio a 7) – Via Pian dei Ronchi
- Тенис корт и поле за минифутбол (Campo polivalente tennis e calcio a 5) – пак там
- Стена за скално катерене (Palestra di roccia artificiale) – пак там – Parco Robinson
- В подселище Неро (Nero) има лифт и може да се практикуват ски алпийски дисциплини и свободно спускане. Има и снежен парк за възрастни и за деца, както и школа за начинаещи и за деца, а за ентусиасти е възможно да се правят преходи със снегоходки. Дължината на пистите е 1200 м, тревистата повърхност позволява да се карат ски и при малко сняг, а южната експозиция благоприятства слънчевите бани.[18]

## Транспорт
- Жп гара: гара по линия Сетимо Торинезе – Понт Канавезе в градчето Понт Канавезе, на 10 км
- Летища: Торино Казеле – на 34 км, Милано Малпенса – на 128 км
- Пристанище: в Генуа – на 205 км
- Пътища: първостепенен междуградски път SS n. 460 на Черезоле, на 10 км; Автомагистрала A5 Торино – Аоста, на 26 км през пункт за достъп на Сан Джорджо Канавезе
- Автобуси: GTT линия 322 Алпете –Куорне.

## Известни личности

### Свързани с Алпете
- Гауденцио Ферари (* 1475/1480 във Валдуджа, † 31 януари 1546 в Милано) – италиански художник и скулптор
- Маргарита Мария Тереза Йоана Савойска (* 20 ноември 1851 в Торино, † 4 януари 1926 в Бордигера) – 1-ва кралица консорт на Италия, съпруга на крал Виктор Емануил II Савойски
- Елена Петрович Негош (8 януари 1873 в Цетине, † 28 ноември 1952 в Монпелие) – черногорска принцеса и последна кралица на Италия в периода 1900 – 1946 г.
- Емилио Салгари (21 август 1862 във Верона, † 25 април 1911 в Торино) – италиански писател на исторически и приключенски романи

### Родени в Алпете
- Батиста Гольо с бойно име Титала (Battista Goglio, Titala; * 4 юни 1894, † 11 август 1944 в Черезоле Реале) – италиански антифашист[19]
- Валтер Гольо (Walter Goglio; * 10 март 1931, 30 май 2019 в Торино) – писател и историк, автор на книгите „Занаяти, истории и персонажи на стария Пиемонт“ (Mestieri, storie e personaggi del vecchio Piemonte, 2004), „Основите на Европа“ (Le radici dell’Europa, 2010), „Калейдоскоп“ – разкази (Caleidoscopio), както и на речник с изрази и думи от алпетийския език.[20]